# スカイブレイザーズ
スカイブレイザーズ（英語: Skyblazers）は、かつて存在した在欧アメリカ空軍のデモンストレーションチームである。

## 概要
1949年、在欧アメリカ空軍はヨーロッパ全域と北アフリカで展示飛行を行うためのディスプレイチームの編成を開始し、ドイツ連邦共和国の在欧アメリカ空軍フュルステンフェルトブルック空軍基地で各飛行隊から派遣された操縦士の訓練指導に従事していた第36戦闘航空団隷下の第22戦闘飛行隊がチームの母体として指定され、同年5月にはアメリカ空軍で2番目のディスプレイチームが4機のF-80B戦闘機により編成された。スカイブレイザーズと名づけられたこのチームは、同年10月にドイツ連邦共和国のギュータースロー英空軍基地で初の展示飛行を行った。
1950年1月20日、第36戦闘航空団は第36戦闘爆撃航空団へ改編されると同時に第22戦闘飛行隊も第22戦闘爆撃飛行隊へ改編され、チームの機材は同年9月にF-80B戦闘機からF-84戦闘爆撃機に更新された。1952年5月21日、イギリス本土のマンストン空軍基地で1機がローパスを実演中エンジンブローにより墜落し、操縦士1名が死亡した。チームはそれまでに20の国で260を超える航空ショーに出場していたが、この事故後から同年8月まで活動を休止するとともに、チームはF-84E戦闘爆撃機を装備するノイビーベルク航空基地の第86戦闘爆撃航空団へ配置換えとなり、同航空団の操縦士の指導に従事した。
1953年10月、チームは第48戦闘爆撃航空団へ配置換えとなり、フランスのショーモン航空基地で同航空団の操縦士の指導に従事した。また、機材をF-84G戦闘爆撃機に更新した。1954年、第48戦闘爆撃航空団はF-86F戦闘機に機種を更新し、チームの機材もF-86Fとなった。チームは1956年シーズンまで、F-86Fを使用した。
1956年シーズン終了後の9月、チームの機材は7機のF-100C戦闘機に更新された。同年10月、チームは第36昼間戦闘航空団（旧第36戦闘爆撃航空団）へ配置換えとなり、ドイツのビットブルク空軍基地で同航空団の操縦士の指導に従事した。
1960年シーズンの終了後にチームはディスプレイチームとしての活動を終了したが、在欧アメリカ空軍がチームの解散を公式に指示したのは1962年のことだった。
チームが使用した機材の塗装は、F-80B時代は作戦機としての塗装の状態で機首に「SKYBLAZERS」のロゴを記入しただけの簡素なものだったが、1956年からは青白赤の3色を使用しはじめ、F-100C時代では機首と翼端の塗装が空軍のサンダーバーズに類似したものとなった。
また、スカイブレイザーズの活動は、イラン帝国空軍のチーム ゴールデン・クラウンが創設されるきっかけになったとされる。

## 画像集

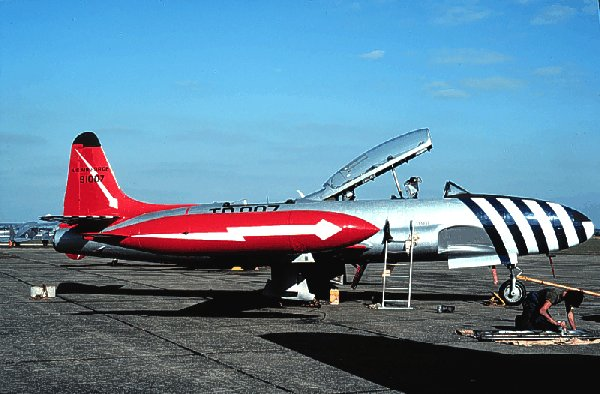
フュルステンフェルトブルック空軍基地で撮影されたT-33A s/n 49-1007。
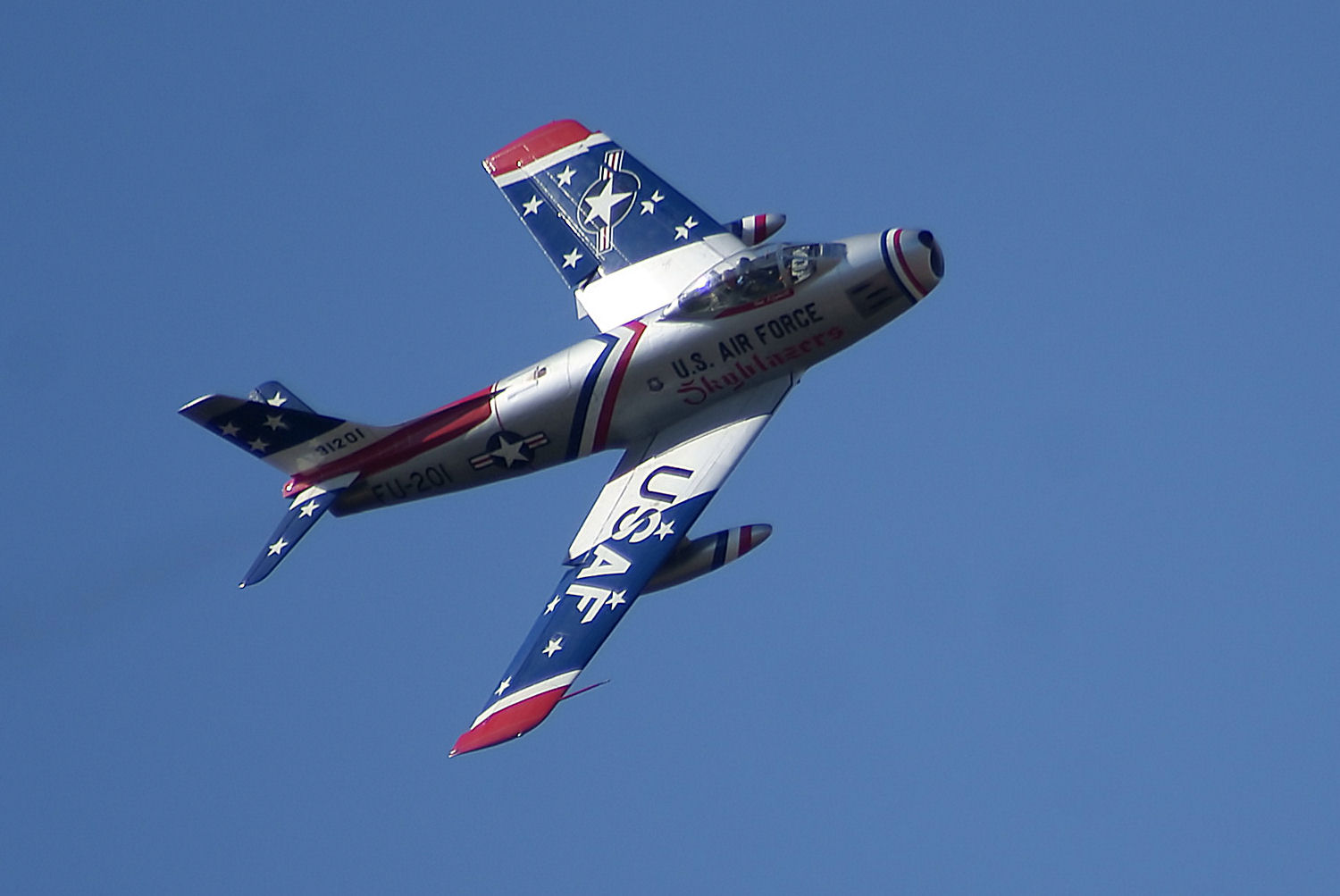
フロリダ州タイタスビル空港で開催された2010 TiCo Warbird AirShowで演技を行う、スカイブレイザーズの塗装を施されたF-86F。